# ژان بوئن
ژان بوئن (فرانسوی: Jean Bouin‎؛ ۲۱ دسامبر ۱۸۸۸ – ۲۹ سپتامبر ۱۹۱۴) دونده اهل فرانسه بود.